# Aymen Ben Ahmed
Aymen Ben Ahmed, né le 1er mars 1986, est un athlète tunisien, spécialiste du 110 m haies.

## Biographie
Il remporte la médaille d'or du 110 m haies lors des championnats d'Afrique 2006, à Bambous, avec un temps de 13 s 77.
Il détient le record de Tunisie du 110 m haies en 13 s 76, établi le 30 juin 2007 à Radès.

## Palmarès
| Date | Compétition             | Lieu     | Résultat | Épreuve     | Temps   |
| ---- | ----------------------- | -------- | -------- | ----------- | ------- |
| 2004 | Jeux panarabes          | Alger    | 3e       | 110 m haies | 13 s 98 |
| 2006 | Championnats d'Afrique  | Bambous  | 1er      | 110 m haies | 13 s 77 |
| 2007 | Jeux africains          | Alger    | 4e       | 110 m haies | 13 s 81 |
| 2009 | Jeux méditerranéens     | Pescara  | 5e       | 110 m haies | 13 s 92 |
| 2009 | Jeux de la Francophonie | Beyrouth | 3e       | 110 m haies | 14 s 07 |
| 2009 | Championnats panarabes  | Damas    | 3e       | 110 m haies | 14 s 03 |

## Records
| Épreuve     | Performance | Lieu  | Date         |
| ----------- | ----------- | ----- | ------------ |
| 110 m haies | 13 s 76     | Radès | 30 juin 2007 |